# NBA Playoffs 1963
Gli NBA Playoffs 1963 si conclusero con la vittoria dei Boston Celtics (campioni della Eastern Division) che sconfissero i campioni della Western Division, i Los Angeles Lakers.

## Squadre qualificate

### Eastern Division
1. Boston Celtics
2. Syracuse Nationals
3. Cincinnati Royals

### Western Division
1. L.A. Lakers
2. St. Louis Hawks
3. Detroit Pistons

## Tabellone
|  | Semifinali di Division | Semifinali di Division | Semifinali di Division |                   |               | Finali di Division | Finali di Division | Finali di Division |  |  | Finali NBA | Finali NBA | Finali NBA |  |
|  |                        |                        |                        |                   |               |                    |                    |                    |  |  |            |            |            |  |
|  |                        |                        |                        |                   |               | 1                  | L.A. Lakers *      | 4                  |  |  |            |            |            |  |
|  |                        |                        |                        |                   |               | 1                  | L.A. Lakers *      | 4                  |  |  |            |            |            |  |
|  |                        |                        | 2                      | St. Louis Hawks   | 3             |                    |                    |                    |  |  |            |            |            |  |
|  | 3                      | Detroit Pistons        | 2                      | St. Louis Hawks   | 3             | 1                  |                    |                    |  |  |            |            |            |  |
|  | 3                      | Detroit Pistons        |                        |                   |               |                    |                    |                    |  |  |            |            |            |  |
|  | 2                      | St. Louis Hawks        | 3                      |                   |               |                    |                    |                    |  |  |            |            |            |  |
|  | 2                      | St. Louis Hawks        | 3                      |                   | L.A. Lakers * | L.A. Lakers *      | 2                  |                    |  |  |            |            |            |  |
|  |                        |                        |                        |                   |               |                    |                    |                    |  |  |            |            |            |  |
|  |                        |                        | Boston Celtics *       | Boston Celtics *  | 4             |                    |                    |                    |  |  |            |            |            |  |
|  |                        |                        |                        | Boston Celtics *  | 4             |                    |                    |                    |  |  |            |            |            |  |
|  |                        |                        |                        |                   |               |                    |                    |                    |  |  |            |            |            |  |
|  |                        |                        |                        |                   |               |                    |                    |                    |  |  |            |            |            |  |
|  |                        | 1                      | Boston Celtics *       | 4                 |               |                    |                    |                    |  |  |            |            |            |  |
|  |                        |                        |                        | 4                 |               |                    |                    |                    |  |  |            |            |            |  |
|  |                        |                        | 3                      | Cincinnati Royals | 3             |                    |                    |                    |  |  |            |            |            |  |
|  | 3                      | Cincinnati Royals      | 3                      | Cincinnati Royals | 3             | 3                  |                    |                    |  |  |            |            |            |  |
|  | 3                      | Cincinnati Royals      |                        |                   |               |                    |                    |                    |  |  |            |            |            |  |
|  | 2                      | Syracuse Nationals     | 2                      |                   |               |                    |                    |                    |  |  |            |            |            |  |

Legenda
- * Vincitore Division
- "Grassetto" Vincitore serie
- "Corsivo" Squadra con fattore campo

## Eastern Division

### Semifinali

#### (2) Syracuse Nationals - (3) Cincinnati Royals
RISULTATO FINALE: 2-3
| Syracuse 19 marzo 1963 Gara 1                                                                           | Syracuse Nationals | 123 – 120 (36-38, 34-30, 24-23, 29-29) referto | Cincinnati Royals | Onondaga War Memorial (4.335 spett.) |
| H. Greer 32 Punti O. Robertson 29 H. Greer 6 Assist O. Robertson 7 H. Greer 11 Rimbalzi O. Robertson 13 |                    |                                                |                   |                                      |
| |                    |                                                |                   |                                      |
| H. Greer 32                                                                                             | Punti              | O. Robertson 29                                |                   |                                      |
| H. Greer 6                                                                                              | Assist             | O. Robertson 7                                 |                   |                                      |
| H. Greer 11                                                                                             | Rimbalzi           | O. Robertson 13                                |                   |                                      |

| Cincinnati 21 marzo 1963 Gara 2                                                                             | Cincinnati Royals | 133 – 115 (33-21, 29-29, 27-31, 44-34) referto | Syracuse Nationals | Cincinnati Gardens (3.205 spett.) |
| O. Robertson 41 Punti C. Walker 24 O. Robertson 12 Assist L. Costello 3 O. Robertson 15 Rimbalzi R. Kerr 12 |                   |                                                |                    |                                   |
| |                   |                                                |                    |                                   |
| O. Robertson 41                                                                                             | Punti             | C. Walker 24                                   |                    |                                   |
| O. Robertson 12                                                                                             | Assist            | L. Costello 3                                  |                    |                                   |
| O. Robertson 15                                                                                             | Rimbalzi          | R. Kerr 12                                     |                    |                                   |

| Syracuse 23 marzo 1963 Gara 3                                                                                | Syracuse Nationals | 121 – 117 (31-33, 34-20, 31-39, 25-25) referto | Cincinnati Royals | Onondaga War Memorial (8.007 spett.) |
| L. Shaffer 34 Punti W. Embry , J. Twyman 24 H. Greer 7 Assist O. Robertson 5 R. Kerr 17 Rimbalzi W. Embry 21 |                    |                                                |                   |                                      |
| |                    |                                                |                   |                                      |
| L. Shaffer 34                                                                                                | Punti              | W. Embry, J. Twyman 24                         |                   |                                      |
| H. Greer 7                                                                                                   | Assist             | O. Robertson 5                                 |                   |                                      |
| R. Kerr 17                                                                                                   | Rimbalzi           | W. Embry 21                                    |                   |                                      |

| Cincinnati 24 marzo 1963 Gara 4                                                                          | Cincinnati Royals | 125 – 118 (31-24, 29-35, 35-32, 30-27) referto | Syracuse Nationals | Cincinnati Gardens (3.331 spett.) |
| O. Robertson 29 Punti L. Shaffer 32 O. Robertson 11 Assist L. Costello 5 W. Embry 19 Rimbalzi R. Kerr 14 |                   |                                                |                    |                                   |
| |                   |                                                |                    |                                   |
| O. Robertson 29                                                                                          | Punti             | L. Shaffer 32                                  |                    |                                   |
| O. Robertson 11                                                                                          | Assist            | L. Costello 5                                  |                    |                                   |
| W. Embry 19                                                                                              | Rimbalzi          | R. Kerr 14                                     |                    |                                   |

| Syracuse 26 marzo 1963 Gara 5                                                                               | Syracuse Nationals | 127 – 131 (d.1t.s.) (29-29, 31-26, 28-28, 26-31) (13-17) referto | Cincinnati Royals | Onondaga War Memorial (7.418 spett.) |
| L. Shaffer 45 Punti O. Robertson 32 P. Neumann 6 Assist O. Robertson 13 R. Kerr 20 Rimbalzi O. Robertson 19 |                    |                                                                  |                   |                                      |
| |                    |                                                                  |                   |                                      |
| L. Shaffer 45                                                                                               | Punti              | O. Robertson 32                                                  |                   |                                      |
| P. Neumann 6                                                                                                | Assist             | O. Robertson 13                                                  |                   |                                      |
| R. Kerr 20                                                                                                  | Rimbalzi           | O. Robertson 19                                                  |                   |                                      |

PRECEDENTI IN REGULAR SEASON
| Regular Season 1962-63 | Syracuse Nationals | 5 – 7 | Cincinnati Royals | Referto 1 - Referto 2 - Referto 3 - Referto 4, Referto 5 - Referto 6, Referto 7 - Referto 8 - Referto 9 - Referto 10 - Referto 11 - Referto 12 |
| Syracuse Nationals 130 Cincinnati Royals 125 Cincinnati Royals 130 Cincinnati Royals 129 Syracuse Nationals 136 Syracuse Nationals 119 Syracuse Nationals 112 Syracuse Nationals 117 Syracuse Nationals 115 Syracuse Nationals 122 Syracuse Nationals 128 Cincinnati Royals 128 Punti 111 Cincinnati Royals 120 Syracuse Nationals 117 Syracuse Nationals 120 Syracuse Nationals 117 Cincinnati Royals 116 Cincinnati Royals 116 Cincinnati Royals 113 Cincinnati Royals 125 Cincinnati Royals 124 Cincinnati Royals 109 Cincinnati Royals 114 Syracuse Nationals |                    | |                   | |
| |                    | |                   | |
| Syracuse Nationals 130 Cincinnati Royals 125 Cincinnati Royals 130 Cincinnati Royals 129 Syracuse Nationals 136 Syracuse Nationals 119 Syracuse Nationals 112 Syracuse Nationals 117 Syracuse Nationals 115 Syracuse Nationals 122 Syracuse Nationals 128 Cincinnati Royals 128 | Punti              | 111 Cincinnati Royals 120 Syracuse Nationals 117 Syracuse Nationals 120 Syracuse Nationals 117 Cincinnati Royals 116 Cincinnati Royals 116 Cincinnati Royals 113 Cincinnati Royals 125 Cincinnati Royals 124 Cincinnati Royals 109 Cincinnati Royals 114 Syracuse Nationals |                   | |

PRECEDENTI NEI PLAYOFF

Si è trattata della prima sfida tra le due squadre ai playoff.

### Finale

#### (1) Boston Celtics - (3) Cincinnati Royals
RISULTATO FINALE: 4-3
| Boston 28 marzo 1963 Gara 1                                                                                | Boston Celtics | 132 – 135 (36-27, 36-35, 32-41, 28-32) referto | Cincinnati Royals | Boston Garden (13.798 spett.) |
| S. Jones 30 Punti O. Robertson 43 B. Cousy 9 Assist O. Robertson 10 B. Russell 24 Rimbalzi O. Robertson 14 |                |                                                |                   |                               |
| |                |                                                |                   |                               |
| S. Jones 30                                                                                                | Punti          | O. Robertson 43                                |                   |                               |
| B. Cousy 9                                                                                                 | Assist         | O. Robertson 10                                |                   |                               |
| B. Russell 24                                                                                              | Rimbalzi       | O. Robertson 14                                |                   |                               |

| Cincinnati 29 marzo 1963 Gara 2                                                                          | Cincinnati Royals | 102 – 125 (27-30, 29-24, 23-38, 23-33) referto | Boston Celtics | Cincinnati Gardens (11.102 spett.) |
| O. Robertson 28 Punti B. Russell 26 O. Robertson 6 Assist B. Cousy 13 W. Embry 16 Rimbalzi B. Russell 24 |                   |                                                |                |                                    |
| |                   |                                                |                |                                    |
| O. Robertson 28                                                                                          | Punti             | B. Russell 26                                  |                |                                    |
| O. Robertson 6                                                                                           | Assist            | B. Cousy 13                                    |                |                                    |
| W. Embry 16                                                                                              | Rimbalzi          | B. Russell 24                                  |                |                                    |

| Boston 31 marzo 1963 Gara 3                                                                               | Boston Celtics | 116 – 121 (27-26, 35-41, 27-26, 27-28) referto | Cincinnati Royals | Boston Garden (13.909 spett.) |
| T. Heinsohn 28 Punti O. Robertson 23 B. Cousy 7 Assist O. Robertson 8 B. Russell 28 Rimbalzi B. Boozer 14 |                |                                                |                   |                               |
| |                |                                                |                   |                               |
| T. Heinsohn 28                                                                                            | Punti          | O. Robertson 23                                |                   |                               |
| B. Cousy 7                                                                                                | Assist         | O. Robertson 8                                 |                   |                               |
| B. Russell 28                                                                                             | Rimbalzi       | B. Boozer 14                                   |                   |                               |

| Cincinnati 3 aprile 1963 Gara 4                                                                                          | Cincinnati Royals | 110 – 128 (25-34, 30-36, 31-27, 24-31) referto | Boston Celtics | Cincinnati Gardens (3.498 spett.) |
| O. Robertson 25 Punti B. Russell 26 O. Robertson 6 Assist B. Russell 7 O. Robertson , W. Embry 15 Rimbalzi B. Russell 21 |                   |                                                |                |                                   |
| |                   |                                                |                |                                   |
| O. Robertson 25 | Punti             | B. Russell 26                                  |                |                                   |
| O. Robertson 6 | Assist            | B. Russell 7                                   |                |                                   |
| O. Robertson, W. Embry 15                                                                                                | Rimbalzi          | B. Russell 21                                  |                |                                   |

| Boston 6 aprile 1963 Gara 5                                                                               | Boston Celtics | 125 – 120 (32-34, 33-25, 37-27, 23-34) referto | Cincinnati Royals | Boston Garden (13.909 spett.) |
| T. Heinsohn 34 Punti O. Robertson 36 B. Cousy 8 Assist O. Robertson 10 B. Russell 26 Rimbalzi W. Embry 14 |                |                                                |                   |                               |
| |                |                                                |                   |                               |
| T. Heinsohn 34                                                                                            | Punti          | O. Robertson 36                                |                   |                               |
| B. Cousy 8                                                                                                | Assist         | O. Robertson 10                                |                   |                               |
| B. Russell 26                                                                                             | Rimbalzi       | W. Embry 14                                    |                   |                               |

| Cincinnati 7 aprile 1963 Gara 6                                                                        | Cincinnati Royals | 109 – 99 (25-25, 26-23, 34-28, 24-23) referto | Boston Celtics | Cincinnati Gardens (7.745 spett.) |
| O. Robertson 36 Punti S. Jones 22 O. Robertson 14 Assist B. Cousy 6 W. Embry 22 Rimbalzi B. Russell 23 |                   |                                               |                |                                   |
| |                   |                                               |                |                                   |
| O. Robertson 36                                                                                        | Punti             | S. Jones 22                                   |                |                                   |
| O. Robertson 14                                                                                        | Assist            | B. Cousy 6                                    |                |                                   |
| W. Embry 22                                                                                            | Rimbalzi          | B. Russell 23                                 |                |                                   |

| Boston 10 aprile 1963 Gara 7                                                                                       | Boston Celtics | 142 – 131 (35-30, 33-34, 40-29, 34-38) referto | Cincinnati Royals | Boston Garden (13.909 spett.) |
| S. Jones 47 Punti O. Robertson 43 B. Cousy 16 Assist O. Robertson 6 B. Russell 24 Rimbalzi W. Embry , T. Hawkins 7 |                |                                                |                   |                               |
| |                |                                                |                   |                               |
| S. Jones 47 | Punti          | O. Robertson 43                                |                   |                               |
| B. Cousy 16 | Assist         | O. Robertson 6                                 |                   |                               |
| B. Russell 24 | Rimbalzi       | W. Embry, T. Hawkins 7                         |                   |                               |

PRECEDENTI IN REGULAR SEASON
| Regular Season 1962-63 | Boston Celtics | 9 – 3 | Cincinnati Royals | Referto 1 - Referto 2 - Referto 3 - Referto 4, Referto 5 - Referto 6, Referto 7 - Referto 8 - Referto 9 - Referto 10 - Referto 11 - Referto 12 |
| Cincinnati Royals 105 Boston Celtics 137 Cincinnati Royals 127 Boston Celtics 120 Cincinnati Royals 113 Cincinnati Royals 130 Boston Celtics 122 Cincinnati Royals 138 Boston Celtics 128 Cincinnati Royals 96 Boston Celtics 129 Boston Celtics 149 Punti 106 Boston Celtics 126 Cincinnati Royals 128 Boston Celtics (1 t.s.) 124 Cincinnati Royals 121 Boston Celtics 121 Boston Celtics 114 Cincinnati Royals 133 Boston Celtics 125 Cincinnati Royals 106 Boston Celtics 126 Cincinnati Royals 117 Cincinnati Royals |                | |                   | |
| |                | |                   | |
| Cincinnati Royals 105 Boston Celtics 137 Cincinnati Royals 127 Boston Celtics 120 Cincinnati Royals 113 Cincinnati Royals 130 Boston Celtics 122 Cincinnati Royals 138 Boston Celtics 128 Cincinnati Royals 96 Boston Celtics 129 Boston Celtics 149 | Punti          | 106 Boston Celtics 126 Cincinnati Royals 128 Boston Celtics (1 t.s.) 124 Cincinnati Royals 121 Boston Celtics 121 Boston Celtics 114 Cincinnati Royals 133 Boston Celtics 125 Cincinnati Royals 106 Boston Celtics 126 Cincinnati Royals 117 Cincinnati Royals |                   | |

PRECEDENTI NEI PLAYOFF

Si è trattata della prima sfida tra le due squadre ai playoff.

## Western Division

### Semifinali

#### (2) St. Louis Hawks - (3) Detroit Pistons
RISULTATO FINALE: 3-1
| Saint Louis 20 marzo 1963 Gara 1                                                                                                   | St. Louis Hawks | 118 – 99 (15-27, 40-32, 28-15, 35-25) referto | Detroit Pistons | Kiel Auditorium (5.818 spett.) |
| B. Pettit , C. Hagan 31 Punti D. DeBusschere 30 J. Barnhill , L. Wilkens 6 Assist D. Ohl 6 B. Pettit 15 Rimbalzi D. DeBusschere 18 |                 |                                               |                 |                                |
| |                 |                                               |                 |                                |
| B. Pettit, C. Hagan 31 | Punti           | D. DeBusschere 30                             |                 |                                |
| J. Barnhill, L. Wilkens 6 | Assist          | D. Ohl 6                                      |                 |                                |
| B. Pettit 15 | Rimbalzi        | D. DeBusschere 18                             |                 |                                |

| Saint Louis 22 marzo 1963 Gara 2                                                                                             | St. Louis Hawks | 122 – 108 (30-29, 24-20, 25-30, 43-29) referto | Detroit Pistons | Kiel Auditorium |
| B. Pettit 42 Punti D. Ohl , R. Scott 29 B. Pettit , M. Farmer 5 Assist D. Ohl 6 B. Pettit 18 Rimbalzi B. Howell , R. Scott 9 |                 |                                                |                 |                 |
| |                 |                                                |                 |                 |
| B. Pettit 42 | Punti           | D. Ohl, R. Scott 29                            |                 |                 |
| B. Pettit, M. Farmer 5 | Assist          | D. Ohl 6                                       |                 |                 |
| B. Pettit 18 | Rimbalzi        | B. Howell, R. Scott 9                          |                 |                 |

| Detroit 24 marzo 1963 Gara 3 | Detroit Pistons | 107 – 103 (28-20, 27-26, 29-26, 23-31) referto | St. Louis Hawks | Cobo Arena (3.232 spett.) |
| D. DeBusschere , B. Ferry 23 Punti B. Pettit 36 D. Ohl , W. Jones 4 Assist L. Wilkens 10 D. DeBusschere 26 Rimbalzi B. Pettit 22 |                 |                                                |                 |                           |
| |                 |                                                |                 |                           |
| D. DeBusschere, B. Ferry 23 | Punti           | B. Pettit 36                                   |                 |                           |
| D. Ohl, W. Jones 4 | Assist          | L. Wilkens 10                                  |                 |                           |
| D. DeBusschere 26 | Rimbalzi        | B. Pettit 22                                   |                 |                           |

| Detroit 26 marzo 1963 Gara 4                                                                  | Detroit Pistons | 100 – 104 (24-25, 23-29, 27-29, 26-21) referto | St. Louis Hawks | Cobo Arena (3.257 spett.) |
| D. Ohl 32 Punti B. Pettit 35 R. Scott 6 Assist C. Vaughn 9 R. Scott 14 Rimbalzi B. Bridges 15 |                 |                                                |                 |                           |
|                                                                                               |                 |                                                |                 |                           |
| D. Ohl 32                                                                                     | Punti           | B. Pettit 35                                   |                 |                           |
| R. Scott 6                                                                                    | Assist          | C. Vaughn 9                                    |                 |                           |
| R. Scott 14                                                                                   | Rimbalzi        | B. Bridges 15                                  |                 |                           |

PRECEDENTI IN REGULAR SEASON
| Regular Season 1962-63 | St. Louis Hawks | 8 – 4 | Detroit Pistons | Referto 1 - Referto 2 - Referto 3 - Referto 4, Referto 5 - Referto 6, Referto 7 - Referto 8 - Referto 9 - Referto 10 - Referto 11 - Referto 12 |
| St. Louis Hawks 120 St. Louis Hawks 117 St. Louis Hawks 106 Detroit Pistons 93 St. Louis Hawks 119 Detroit Pistons 94 St. Louis Hawks 121 Detroit Pistons 92 St. Louis Hawks 120 St. Louis Hawks 95 St. Louis Hawks 113 St. Louis Hawks 119 Punti 111 Detroit Pistons 100 Detroit Pistons 91 Detroit Pistons 121 St. Louis Hawks 123 Detroit Pistons 112 St. Louis Hawks 100 Detroit Pistons 90 St. Louis Hawks 105 Detroit Pistons 102 Detroit Pistons 115 Detroit Pistons 105 Detroit Pistons |                 | |                 | |
| |                 | |                 | |
| St. Louis Hawks 120 St. Louis Hawks 117 St. Louis Hawks 106 Detroit Pistons 93 St. Louis Hawks 119 Detroit Pistons 94 St. Louis Hawks 121 Detroit Pistons 92 St. Louis Hawks 120 St. Louis Hawks 95 St. Louis Hawks 113 St. Louis Hawks 119 | Punti           | 111 Detroit Pistons 100 Detroit Pistons 91 Detroit Pistons 121 St. Louis Hawks 123 Detroit Pistons 112 St. Louis Hawks 100 Detroit Pistons 90 St. Louis Hawks 105 Detroit Pistons 102 Detroit Pistons 115 Detroit Pistons 105 Detroit Pistons |                 | |

PRECEDENTI NEI PLAYOFF
|  | St. Louis Hawks (1958) | 1 – 1 | Detroit Pistons (1956) |  |

### Finale

#### (1) Los Angeles Lakers - (2) St. Louis Hawks
RISULTATO FINALE: 4-3
| Los Angeles 31 marzo 1963 Gara 1                                                                              | L.A. Lakers | 112 – 104 (24-14, 21-29, 33-27, 34-34) referto | St. Louis Hawks | Los Angeles Memorial Sports Arena (10.086 spett.) |
| J. West 27 Punti B. Pettit 38 E. Baylor 8 Assist B. Pettit , J. Barnhill 6 E. Baylor 12 Rimbalzi B. Pettit 14 |             |                                                |                 |                                                   |
| |             |                                                |                 |                                                   |
| J. West 27 | Punti       | B. Pettit 38                                   |                 |                                                   |
| E. Baylor 8                                                                                                   | Assist      | B. Pettit, J. Barnhill 6                       |                 |                                                   |
| E. Baylor 12                                                                                                  | Rimbalzi    | B. Pettit 14                                   |                 |                                                   |

| Los Angeles 2 aprile 1963 Gara 2 | L.A. Lakers | 101 – 99 (24-19, 19-29, 27-22, 31-29) referto | St. Louis Hawks | Los Angeles Memorial Sports Arena (11.225 spett.) |
| E. Baylor 29 Punti C. Hagan 34 E. Baylor , F. Selvy 6 Assist L. Wilkens 7 E. Baylor , L. Ellis , R. LaRusso 14 Rimbalzi B. Pettit 16 |             |                                               |                 |                                                   |
| |             |                                               |                 |                                                   |
| E. Baylor 29 | Punti       | C. Hagan 34                                   |                 |                                                   |
| E. Baylor, F. Selvy 6 | Assist      | L. Wilkens 7                                  |                 |                                                   |
| E. Baylor, L. Ellis, R. LaRusso 14                                                                                                   | Rimbalzi    | B. Pettit 16                                  |                 |                                                   |

| Saint Louis 4 aprile 1963 Gara 3                                                                                        | St. Louis Hawks | 125 – 112 (21-14, 29-29, 43-33, 32-36) referto | L.A. Lakers | Kiel Auditorium ( 7.396 spett.) |
| B. Pettit 33 Punti E. Baylor 34 L. Wilkens 10 Assist E. Baylor , J. West , F. Selvy 2 Z. Beaty 15 Rimbalzi E. Baylor 12 |                 |                                                |             |                                 |
| |                 |                                                |             |                                 |
| B. Pettit 33 | Punti           | E. Baylor 34                                   |             |                                 |
| L. Wilkens 10 | Assist          | E. Baylor, J. West, F. Selvy 2                 |             |                                 |
| Z. Beaty 15 | Rimbalzi        | E. Baylor 12                                   |             |                                 |

| Saint Louis 6 aprile 1963 Gara 4                                                                                                 | St. Louis Hawks | 124 – 114 (18-28, 28-31, 45-22, 33-33) referto | L.A. Lakers | Kiel Auditorium (10.614 spett.) |
| C. Hagan 33 Punti J. West 33 L. Wilkens 10 Assist E. Baylor , J. West , F. Selvy 2 B. Pettit 15 Rimbalzi E. Baylor , L. Ellis 13 |                 |                                                |             |                                 |
| |                 |                                                |             |                                 |
| C. Hagan 33 | Punti           | J. West 33                                     |             |                                 |
| L. Wilkens 10 | Assist          | E. Baylor, J. West, F. Selvy 2                 |             |                                 |
| B. Pettit 15 | Rimbalzi        | E. Baylor, L. Ellis 13                         |             |                                 |

| Los Angeles 7 aprile 1963 Gara 5                                                                             | L.A. Lakers | 123 – 96 (30-15, 27-28, 39-23, 27-30) referto | St. Louis Hawks | Los Angeles Memorial Sports Arena (15.212 spett.) |
| E. Baylor 37 Punti C. Vaughn 16 J. West 8 Assist J. Barnhill 5 E. Baylor , G. Wiley 13 Rimbalzi M. Farmer 10 |             |                                               |                 |                                                   |
| |             |                                               |                 |                                                   |
| E. Baylor 37                                                                                                 | Punti       | C. Vaughn 16                                  |                 |                                                   |
| J. West 8 | Assist      | J. Barnhill 5                                 |                 |                                                   |
| E. Baylor, G. Wiley 13                                                                                       | Rimbalzi    | M. Farmer 10                                  |                 |                                                   |

| Saint Louis 9 aprile 1963 Gara 6                                                                   | St. Louis Hawks | 121 – 113 (27-28, 33-24, 32-29, 29-32) referto | L.A. Lakers | Kiel Auditorium ( 8.110 spett.) |
| B. Pettit 36 Punti E. Baylor 39 L. Wilkens 11 Assist J. West 4 B. Pettit 20 Rimbalzi R. LaRusso 11 |                 |                                                |             |                                 |
| |                 |                                                |             |                                 |
| B. Pettit 36                                                                                       | Punti           | E. Baylor 39                                   |             |                                 |
| L. Wilkens 11                                                                                      | Assist          | J. West 4                                      |             |                                 |
| B. Pettit 20                                                                                       | Rimbalzi        | R. LaRusso 11                                  |             |                                 |

| Los Angeles 11 aprile 1963 Gara 7                                                                          | L.A. Lakers | 115 – 100 (30-24, 27-26, 30-22, 28-28) referto | St. Louis Hawks | Los Angeles Memorial Sports Arena (14.864 spett.) |
| E. Baylor 35 Punti B. Pettit 31 E. Baylor , J. West 7 Assist C. Hagan 4 E. Baylor 15 Rimbalzi B. Pettit 13 |             |                                                |                 |                                                   |
| |             |                                                |                 |                                                   |
| E. Baylor 35                                                                                               | Punti       | B. Pettit 31                                   |                 |                                                   |
| E. Baylor, J. West 7                                                                                       | Assist      | C. Hagan 4                                     |                 |                                                   |
| E. Baylor 15                                                                                               | Rimbalzi    | B. Pettit 13                                   |                 |                                                   |

PRECEDENTI IN REGULAR SEASON
| Regular Season 1962-63 | L.A. Lakers | 7 – 5 | St. Louis Hawks | Referto 1 - Referto 2 - Referto 3 - Referto 4, Referto 5 - Referto 6, Referto 7 - Referto 8 - Referto 9 - Referto 10 - Referto 11 - Referto 12 |
| St. Louis Hawks 97 Los Angeles Lakers 116 Los Angeles Lakers 110 Los Angeles Lakers 135 Los Angeles Lakers 100 St. Louis Hawks 106 St. Louis Hawks 96 St. Louis Hawks 101 St. Louis Hawks 97 St. Louis Hawks 117 Los Angeles Lakers 109 Los Angeles Lakers 98 Punti 96 Los Angeles Lakers 110 St. Louis Hawks 97 St. Louis Hawks 106 St. Louis Hawks 105 St. Louis Hawks 104 Los Angeles Lakers 99 Los Angeles Lakers 105 Los Angeles Lakers 103 Los Angeles Lakers 101 Los Angeles Lakers 96 St. Louis Hawks 112 St. Louis Hawks |             | |                 | |
| |             | |                 | |
| St. Louis Hawks 97 Los Angeles Lakers 116 Los Angeles Lakers 110 Los Angeles Lakers 135 Los Angeles Lakers 100 St. Louis Hawks 106 St. Louis Hawks 96 St. Louis Hawks 101 St. Louis Hawks 97 St. Louis Hawks 117 Los Angeles Lakers 109 Los Angeles Lakers 98 | Punti       | 96 Los Angeles Lakers 110 St. Louis Hawks 97 St. Louis Hawks 106 St. Louis Hawks 105 St. Louis Hawks 104 Los Angeles Lakers 99 Los Angeles Lakers 105 Los Angeles Lakers 103 Los Angeles Lakers 101 Los Angeles Lakers 96 St. Louis Hawks 112 St. Louis Hawks |                 | |

PRECEDENTI NEI PLAYOFF
|  | L.A. Lakers (1959) | 1 – 4 | St. Louis Hawks (1956, 1957, 1960, 1961) |  |

## NBA Finals 1963

### Boston Celtics - Los Angeles Lakers
RISULTATO FINALE
|  | Boston Celtics | 4 – 2 | L.A. Lakers |  |

PRECEDENTI IN REGULAR SEASON
| Regular Season 1962-63 | Boston Celtics | 4 – 5 | L.A. Lakers | Referto 1 - Referto 2 - Referto 3 - Referto 4, Referto 5 - Referto 6, Referto 7 - Referto 8 - Referto 9 |
| Boston Celtics 120 Boston Celtics 126 Los Angeles Lakers 125 Los Angeles Lakers 106 Boston Celtics 133 Boston Celtics 120 Boston Celtics 128 Los Angeles Lakers 113 Los Angeles Lakers 109 Punti 133 Los Angeles Lakers 112 Los Angeles Lakers 123 Boston Celtics 104 Boston Celtics 121 Los Angeles Lakers 93 Los Angeles Lakers 134 Los Angeles Lakers 105 Boston Celtics 119 Boston Celtics |                | |             | |
| |                | |             | |
| Boston Celtics 120 Boston Celtics 126 Los Angeles Lakers 125 Los Angeles Lakers 106 Boston Celtics 133 Boston Celtics 120 Boston Celtics 128 Los Angeles Lakers 113 Los Angeles Lakers 109 | Punti          | 133 Los Angeles Lakers 112 Los Angeles Lakers 123 Boston Celtics 104 Boston Celtics 121 Los Angeles Lakers 93 Los Angeles Lakers 134 Los Angeles Lakers 105 Boston Celtics 119 Boston Celtics |             | |

PRECEDENTI NEI PLAYOFF
|  | Boston Celtics (1959, 1962) | 2 – 0 | L.A. Lakers |  |

#### Roster
| \| Pos. \| Num. \| Naz. \| Nome \| Altezza \| Peso \| Data nascita \| Provenienza \| \| ---- \| ---- \| ---- \| ----------------- \| ------- \| ------ \| ------------ \| ---------------------- \| \| G \| 14 \| \| Cousy, Bob \| 185 cm \| 79 kg \| 09-08-1928 \| Holy Cross \| \| G \| 21 \| \| Foley, Jack \| 191 cm \| 77 kg \| 19-04-1939 \| Holy Cross \| \| A \| 20 \| \| Guarilia, Gene \| 196 cm \| 100 kg \| 13-09-1937 \| George Washington \| \| G/AP \| 17 \| \| Havlicek, John \| 196 cm \| 92 kg \| 08-04-1940 \| Ohio State \| \| A/C \| 15 \| \| Heinsohn, Tom \| 201 cm \| 99 kg \| 26-08-1934 \| Holy Cross \| \| G \| 25 \| \| Jones, K.C. \| 185 cm \| 91 kg \| 25-05-1932 \| San Francisco \| \| G/AP \| 24 \| \| Jones, Sam \| 193 cm \| 90 kg \| 24-06-1933 \| North Carolina Central \| \| A \| 18 \| \| Loscutoff, Jim \| 196 cm \| 100 kg \| 04-02-1930 \| Oregon \| \| A/C \| 4 \| \| Lovellette, Clyde \| 206 cm \| 106 kg \| 07-09-1929 \| Kansas \| \| G/AP \| 23 \| \| Ramsey, Frank \| 191 cm \| 86 kg \| 13-07-1931 \| Kentucky \| \| C \| 6 \| \| Russell, Bill \| 206 cm \| 98 kg \| 12-02-1934 \| San Francisco \| \| A \| 16 \| \| Sanders, Satch \| 198 cm \| 95 kg \| 08-11-1938 \| New York \| \| A \| 12 \| \| Swartz, Dan \| 193 cm \| 98 kg \| 23-12-1934 \| Morehead State \| | Allenatore - Red Auerbach Assistente/i - Buddy LeRoux Legenda - (C) Capitano - (FA) Free agent - (S) Sospeso - (TW) Contratto Two-way - (GL) Assegnato a squadra G League affiliata - Infortunato Roster • Transazioni · Ultima transazione: 30 marzo 1963 |                        |                   |         |        |              |                        |
| Pos. | Num. | Naz.                   | Nome              | Altezza | Peso   | Data nascita | Provenienza            |
| G | 14 | Stati Uniti (bandiera) | Cousy, Bob        | 185 cm  | 79 kg  | 09-08-1928   | Holy Cross             |
| G | 21 | Stati Uniti (bandiera) | Foley, Jack       | 191 cm  | 77 kg  | 19-04-1939   | Holy Cross             |
| A | 20 | Stati Uniti (bandiera) | Guarilia, Gene    | 196 cm  | 100 kg | 13-09-1937   | George Washington      |
| G/AP | 17 | Stati Uniti (bandiera) | Havlicek, John    | 196 cm  | 92 kg  | 08-04-1940   | Ohio State             |
| A/C | 15 | Stati Uniti (bandiera) | Heinsohn, Tom     | 201 cm  | 99 kg  | 26-08-1934   | Holy Cross             |
| G | 25 | Stati Uniti (bandiera) | Jones, K.C.       | 185 cm  | 91 kg  | 25-05-1932   | San Francisco          |
| G/AP | 24 | Stati Uniti (bandiera) | Jones, Sam        | 193 cm  | 90 kg  | 24-06-1933   | North Carolina Central |
| A | 18 | Stati Uniti (bandiera) | Loscutoff, Jim    | 196 cm  | 100 kg | 04-02-1930   | Oregon                 |
| A/C | 4 | Stati Uniti (bandiera) | Lovellette, Clyde | 206 cm  | 106 kg | 07-09-1929   | Kansas                 |
| G/AP | 23 | Stati Uniti (bandiera) | Ramsey, Frank     | 191 cm  | 86 kg  | 13-07-1931   | Kentucky               |
| C | 6 | Stati Uniti (bandiera) | Russell, Bill     | 206 cm  | 98 kg  | 12-02-1934   | San Francisco          |
| A | 16 | Stati Uniti (bandiera) | Sanders, Satch    | 198 cm  | 95 kg  | 08-11-1938   | New York               |
| A | 12 | Stati Uniti (bandiera) | Swartz, Dan       | 193 cm  | 98 kg  | 23-12-1934   | Morehead State         |

| \| Pos. \| Num. \| Naz. \| Nome \| Altezza \| Peso \| Data nascita \| Provenienza \| \| ---- \| ---- \| ---- \| -------------- \| ------- \| ------ \| ------------ \| ------------------ \| \| G/AP \| 5 \| \| Barnett, Dick \| 193 cm \| 86 kg \| 02-10-1936 \| Tennessee State \| \| A \| 22 \| \| Baylor, Elgin \| 196 cm \| 102 kg \| 16-09-1934 \| Seattle \| \| A/C \| 25 \| \| Ellis, LeRoy \| 208 cm \| 95 kg \| 10-03-1940 \| St. John's \| \| A \| 24 \| \| Horn, Ron \| 201 cm \| 100 kg \| 24-05-1938 \| Indiana \| \| G \| 33 \| \| Hundley, Rod \| 193 cm \| 84 kg \| 26-10-1934 \| West Virginia \| \| A/C \| 54 \| \| Jolliff, Howie \| 201 cm \| 99 kg \| 20-07-1938 \| Ohio \| \| A/C \| 32 \| \| Krebs, Jim \| 203 cm \| 104 kg \| 08-09-1935 \| Southern Methodist \| \| A/C \| 35 \| \| LaRusso, Rudy \| 201 cm \| 100 kg \| 11-11-1937 \| Dartmouth \| \| G/AP \| 11 \| \| Selvy, Frank \| 191 cm \| 82 kg \| 09-11-1932 \| Furman \| \| G/AP \| 44 \| \| West, Jerry \| 188 cm \| 79 kg \| 28-05-1938 \| West Virginia \| \| C \| 12 \| \| Wiley, Gene \| 208 cm \| 95 kg \| 12-11-1937 \| Wichita State \| | Allenatore - Fred Schaus Legenda - (C) Capitano - (FA) Free agent - (S) Sospeso - (TW) Contratto Two-way - (GL) Assegnato a squadra G League affiliata - Infortunato Roster • Transazioni · Ultima transazione: 19 giugno 1963 |                        |                |         |        |              |                    |
| Pos. | Num. | Naz.                   | Nome           | Altezza | Peso   | Data nascita | Provenienza        |
| G/AP | 5 | Stati Uniti (bandiera) | Barnett, Dick  | 193 cm  | 86 kg  | 02-10-1936   | Tennessee State    |
| A | 22 | Stati Uniti (bandiera) | Baylor, Elgin  | 196 cm  | 102 kg | 16-09-1934   | Seattle            |
| A/C | 25 | Stati Uniti (bandiera) | Ellis, LeRoy   | 208 cm  | 95 kg  | 10-03-1940   | St. John's         |
| A | 24 | Stati Uniti (bandiera) | Horn, Ron      | 201 cm  | 100 kg | 24-05-1938   | Indiana            |
| G | 33 | Stati Uniti (bandiera) | Hundley, Rod   | 193 cm  | 84 kg  | 26-10-1934   | West Virginia      |
| A/C | 54 | Stati Uniti (bandiera) | Jolliff, Howie | 201 cm  | 99 kg  | 20-07-1938   | Ohio               |
| A/C | 32 | Stati Uniti (bandiera) | Krebs, Jim     | 203 cm  | 104 kg | 08-09-1935   | Southern Methodist |
| A/C | 35 | Stati Uniti (bandiera) | LaRusso, Rudy  | 201 cm  | 100 kg | 11-11-1937   | Dartmouth          |
| G/AP | 11 | Stati Uniti (bandiera) | Selvy, Frank   | 191 cm  | 82 kg  | 09-11-1932   | Furman             |
| G/AP | 44 | Stati Uniti (bandiera) | West, Jerry    | 188 cm  | 79 kg  | 28-05-1938   | West Virginia      |
| C | 12 | Stati Uniti (bandiera) | Wiley, Gene    | 208 cm  | 95 kg  | 12-11-1937   | Wichita State      |

#### Risultati
| Arbitri: | Mendy Rudolph Richie Powers |

|                                                                                          |            |                                                            |
| S. Jones 29                                                                              | Punti      | E. Baylor 33                                               |
| B. Cousy 11                                                                              | Assist     | J. West, R. LaRusso, F. Selvy 3                            |
| B. Russell 29                                                                            | Rimbalzi   | R. LaRusso 14                                              |
| Cousy, Havlicek, Heinsohn, Jones, Jones, Loscutoff, Lovellette, Ramsey, Russell, Sanders | Formazioni | Barnett, Baylor, Ellis, Krebs, LaRusso, Selvy, West, Wiley |

| Arbitri: | Norm Drucker Earl Strom |

|                                                                     |            |                                                                           |
| S. Jones 27                                                         | Punti      | E. Baylor 30                                                              |
| B. Cousy 11                                                         | Assist     | E. Baylor 4                                                               |
| B. Russell 38                                                       | Rimbalzi   | R. LaRusso 12                                                             |
| Cousy, Heinsohn, Jones, Jones, Lovellette, Ramsey, Russell, Sanders | Formazioni | Barnett, Baylor, Ellis, Horn, Hundley, Krebs, LaRusso, Selvy, West, Wiley |

| Arbitri: | Norm Drucker Earl Strom |

|                                                            |            |                                                                                |
| J. West 42                                                 | Punti      | S. Jones 30                                                                    |
| E. Baylor 8                                                | Assist     | B. Russell 5                                                                   |
| E. Baylor 23                                               | Rimbalzi   | B. Russell 19                                                                  |
| Barnett, Baylor, Ellis, Krebs, LaRusso, Selvy, West, Wiley | Formazioni | Cousy, Heinsohn, Jones, Jones, Loscutoff, Lovellette, Ramsey, Russell, Sanders |

| Arbitri: | Mendy Rudolph Richie Powers |

|                                                                  |            |                                                                   |
| E. Baylor 31                                                     | Punti      | T. Heinsohn 35                                                    |
| J. West 5                                                        | Assist     | B. Cousy, K.C. Jones, S. Jones 5                                  |
| E. Baylor 19                                                     | Rimbalzi   | B. Russell 19                                                     |
| Barnett, Baylor, Ellis, Horn. Krebs, LaRusso, Selvy, West, Wiley | Formazioni | Cousy, Havlicek, Heinsohn, Jones, Jones, Ramsey, Russell, Sanders |

| Arbitri: | Richie Powers Mendy Rudolph |

|                                                                              |            |                                                            |
| S. Jones 36                                                                  | Punti      | E. Baylor 43                                               |
| B. Cousy 14                                                                  | Assist     | J. West 6                                                  |
| B. Russell 27                                                                | Rimbalzi   | E. Baylor 20                                               |
| Cousy, Havlicek, Heinsohn, Jones, Jones, Loscutoff, Ramsey, Russell, Sanders | Formazioni | Barnett, Baylor, Ellis, Krebs, LaRusso, Selvy, West, Wiley |

| Arbitri: | Norm Drucker Earl Strom |

|                                                            |            |                                                                   |
| J. West 32                                                 | Punti      | T. Heinsohn 22                                                    |
| J. West 9                                                  | Assist     | B. Russell 9                                                      |
| G. Wiley 14                                                | Rimbalzi   | B. Russell 24                                                     |
| Barnett, Baylor, Ellis, Krebs, LaRusso, Selvy, West, Wiley | Formazioni | Cousy, Havlicek, Heinsohn, Jones, Jones, Ramsey, Russell, Sanders |

| Campione NBA 1963        |
| ------------------------ |
| Boston Celtics 6º titolo |

#### Hall of famer
| NBA Finals | Atleta           | Squadra        | Anno      |                      |
| ---------- | ---------------- | -------------- | --------- | -------------------- |
| Giocatore  | Bob Cousy        | Boston Celtics | 1971      | Giocatore            |
| Giocatore  | John Havlicek    | Boston Celtics | 1984      | Giocatore            |
| Giocatore  | Tom Heinsohn     | Boston Celtics | 1986 2015 | Giocatore Allenatore |
| Giocatore  | K.C. Jones       | Boston Celtics | 1989      | Giocatore            |
| Giocatore  | Sam Jones        | Boston Celtics | 1984      | Giocatore            |
| Giocatore  | Clyde Lovellette | Boston Celtics | 1988      | Giocatore            |
| Giocatore  | Frank Ramsey     | Boston Celtics | 1982      | Giocatore            |
| Giocatore  | Bill Russell     | Boston Celtics | 1975 2021 | Giocatore Allenatore |
| Giocatore  | Satch Sanders    | Boston Celtics | 2011      | Contributore         |
| Allenatore | Red Auerbach     | Boston Celtics | 1969      | Allenatore           |
| Giocatore  | Dick Barnett     | L.A. Lakers    | 2024      | Giocatore            |
| Giocatore  | Elgin Baylor     | L.A. Lakers    | 1977      | Giocatore            |
| Giocatore  | Jerry West       | L.A. Lakers    | 1980      | Giocatore            |

## Squadra vincitrice
| N° | Naz.                   | Ruolo | Sportivo         |  | Alt. |  |
| -- | ---------------------- | ----- | ---------------- |  | ---- |  |
| 4  | Stati Uniti (bandiera) | AG    | Clyde Lovellette |  | 206  |  |
| 6  | Stati Uniti (bandiera) | C     | Bill Russell     |  | 208  |  |
| 12 | Stati Uniti (bandiera) | AG    | Dan Swartz       |  | 192  |  |
| 14 | Stati Uniti (bandiera) | P     | Bob Cousy        |  | 185  |  |
| 15 | Stati Uniti (bandiera) | AG    | Tom Heinsohn     |  | 201  |  |
| 16 | Stati Uniti (bandiera) | AP    | Satch Sanders    |  | 198  |  |
| 17 | Stati Uniti (bandiera) | AP    | John Havlicek    |  | 196  |  |
| 18 | Stati Uniti (bandiera) | AP    | Jim Loscutoff    |  | 196  |  |
| 20 | Stati Uniti (bandiera) | AP    | Gene Guarilia    |  | 194  |  |
| 23 | Stati Uniti (bandiera) | G     | Frank Ramsey     |  | 191  |  |
| 24 | Stati Uniti (bandiera) | G     | Sam Jones        |  | 193  |  |
| 25 | Stati Uniti (bandiera) | G     | K.C. Jones       |  | 185  |  |
|    | Stati Uniti (bandiera) | All.  | Red Auerbach     |  |      |  |

## Statistiche
Aggiornate al 16 agosto 2021.
| Categoria | Singola prestazione | Singola prestazione | Singola prestazione | Media           | Media             | Media | Media |
| Categoria | Giocatore           | Squadra             | Max                 | Giocatore       | Squadra           | Media | PG    |
| --------- | ------------------- | ------------------- | ------------------- | --------------- | ----------------- | ----- | ----- |
| Punti     | Sam Jones           | Boston Celtics      | 47                  | Elgin Baylor    | L.A. Lakers       | 32,6  | 13    |
| Rimbalzi  | Bill Russell        | Boston Celtics      | 38                  | Bill Russell    | Boston Celtics    | 25,1  | 13    |
| Assist    | Bob Cousy           | Boston Celtics      | 16                  | Oscar Robertson | Cincinnati Royals | 9     | 12    |